# Darjan Curanović
Darjan Curanović, slovenski nogometaš, * 5. april 1986. Kranj.
Curanović je nekdanji slovenski profesionalni nogometaš, ki je igral na položaju vratarja. V svoji karieri je branil za slovenske klube Zarica Kranj, Triglav Kranj, Šenčur, Olimpija, Svoboda Ljubljana, Triglav Kranj, Fužinar, Drava Ptuj in Vrhnika, črnogorskega Petrovaca ter avstrijske Annabichler SV, Austria Klagenfurt, SVG Bleiburg in SV St. Urban. Skupno je v prvi slovenski ligi odigral 42 tekem. 